# Астрагал холодный
Астрагал холодный, или Астрагал Григорьева, или Астрагал кольский (лат. Astragalus frigidus) — вид двудольных растений рода Астрагал (Astragalus) семейства Бобовые (Fabaceae). Первое название вида, Phaca frigida L.basionym, было опубликовано шведским систематиком Карлом Линнеем; перенесён в состав рода Астрагал Эйсой Греем в 1864 году.
Подвид — Astragalus frigidus subsp. parviflorus Hulten.

## Распространение и экология
Известен из Австрии, Словакии, Фарерских островов, Франции, Германии, Швейцарии, Италии, Норвегии, Швеции, Польши, Румынии, России, Казахстана, Китая, Индии, Непала, Пакистана, Монголии и Японии.
Произрастает по берегам рек, в лесах, на влажных лугах.

## Ботаническое описание
Многолетнее травянистое почти голое растение высотой 8—35 см.
Листья преимущественно голые, от узкояйцевидных до узкоэллиптических, светло серо-зелёные сверху и тёмно-зелёные снизу.
Соцветие кистевидное, плотное, с 5—20 бледно-жёлтыми цветками и опушённой чашечкой.
Плод — заострённый на обоих концах узкоэллипсоидный боб, покрытый чёрными волосками.

## Значение и применение
Сельскохозяйственными животными и северными оленями (Rangifer tarandus) на пастбище поедается удовлетворительно.

## Охрана
Астрагал холодный занесён в Красные книги Читинской области, Забайкальского края, республики Карелия и Ханты-Мансийского и Ямало-Ненецкого автономных округов.

## Синонимы
Синонимичные названия:
- Astragalus frigidus subsp. grigorjewii (B.Fedtsch.) Chater
- Astragalus kolaensis Kuzen.
- Phaca frigida L.basionym
- Phaca ochreata Crantz